# Hornelen
Hornelen je hora v Norsku. Nachází se u obce Bremanger v kraji Vestland, v regionu Nordfjord. Nachází se na ní také nejvyšší útes navazující na moře v Evropě, jeho výška (a výška hory) je 860 metrů nad mořem. Tato hora je a byla vždy využívána jako navigační bod pro námořníky.